# Tatjana Lolova
Tatjana Lolova (bolgarsko Татяна Лолова), bolgarska filmska, televizijska in gledališka igralka, * 10. februar 1934, Sofija, Bolgarija, † 22. marec 2021, Sofija.
Najbolj znana je po vlogah Vlastnata v filmu Šturec v uhoto / A Cricket in the Ear (1976), vodja trgovine v filmu Toplo / Warmth (1978), Eliza Karadušieva v filmu Bonne Chance, Inspector! (1983) in eden od žene Todor Kolev v filmu Opasen char / Dangerous Charm (1984).

## Najpomembnejši filmi
- 1973 Siromaško ljato
- 1974 Poslednijat ergen
- 1976 Šturec v uhoto
- 1978 Toplo
- 1983 Bon šans, inspektore!
- 1984 Opasen čar